# Thomas Barrau
Pour les articles homonymes, voir Barrau.
Pas d'image ? Cliquez ici

a Compétitions nationales et continentales officielles uniquement.

Thomas Barrau, né le 9 septembre 1987 à Alès (Gard), est un joueur français de rugby à XIII, qui évolue à l'AS Carcassonne XIII et au FC Lézignan durant sa carrière.
Il commence la pratique du rugby à XIII au club de Martigues en benjamin et en minimes. Il rejoint la section sport études du Lycée de Carcassonne et joue successivement à la MJC XIII et à l'ASC XIII. Il est plusieurs fois international cadet et junior aux côtés de son capitaine et ami Jean-Philippe Baile.